# مايك نيكسون
مايك نيكسون (بالإنجليزية: Mike Nixon)‏ هو لاعب كرة قدم أمريكية أمريكي، ولد في 21 نوفمبر 1911 في ماسونتاون في الولايات المتحدة، وتوفي في 22 سبتمبر 2000 في شاومبورغ في ألمانيا.